# 普費弗湖
47°53′19″N 12°32′7″E / 47.88861°N 12.53528°E

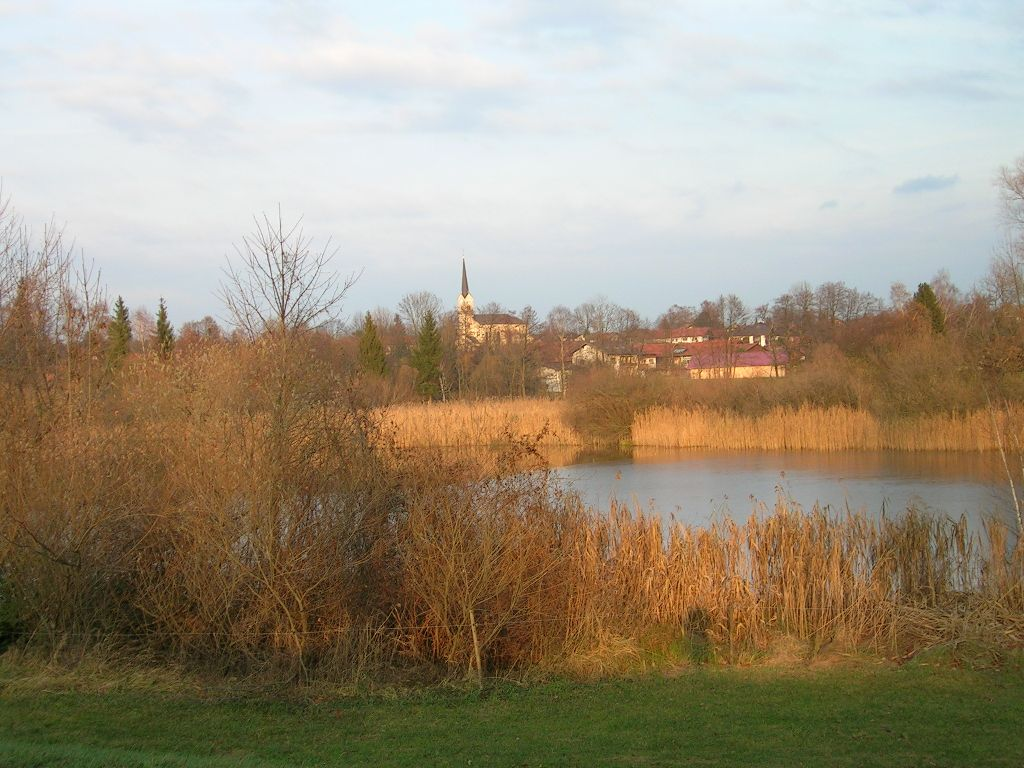

普費弗湖（德語：Pfeffersee），是德國的湖泊，位於該國東南部，由巴伐利亞州負責管轄，處於基明，長0.2公里、寬0.1公里，面積0.02平方公里，海拔高度530米，湖岸線長度0.6公里。